# Carta de Libertad
Para el uso de este término en deporte, véase Carta de libertad (deporte).

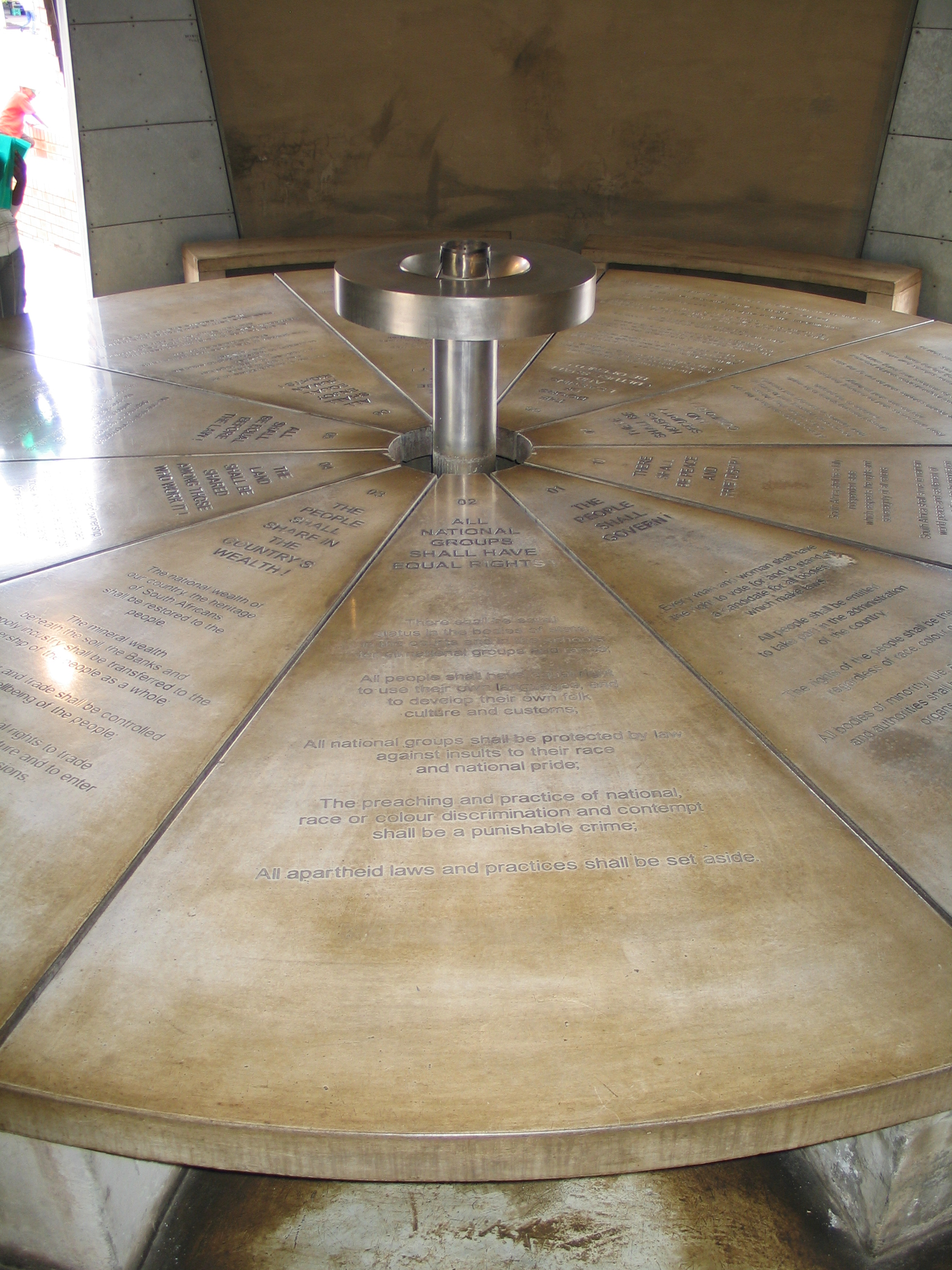
Monumento a la Carta de Libertad, en Kliptown.

La Carta de la Libertad (inglés Freedom Charter, afrikáans Vryheidsmanifes) fue una declaración de principios básicos elaborada por la Alianza de Congresos Sudafricanos, consistente en el Congreso Nacional Africano y sus aliados el Congreso Indio Sudafricano, el Congreso Sudafricano de los demócratas y el Congreso del Pueblo de Color. Se caracteriza por su abierta demanda de que "el pueblo gobernará"
En 1955, el CNA envió cincuenta mil voluntarios a las ciudades y al campo para recoger "las demandas de libertad" del pueblo de Sudáfrica. Este sistema fue diseñado para dar a todos los sudafricanos la igualdad de derechos. Demandas tales como "la tierra que debe darse a todas las personas sin ella", "un salario digno y la reducción de la jornada de trabajo", "La educación gratuita y obligatoria, independientemente de su color, raza o nacionalidad" fueron sintetizados en el documento final de los líderes del CNA como Z.K. Mathews y Lionel 'Rusty' Bernstein. La Carta fue adoptada oficialmente el 26 de junio de 1955, en el Congreso del Pueblo en Kliptown. A la reunión asistieron aproximadamente tres mil delegados, pero fue interrumpida por la policía en el segundo día, aunque para entonces la carta ya había sido leída en su totalidad. La multitud había gritado su aprobación de cada sección con gritos de "¡África!" y "Mayibuye!". En aquel momento Nelson Mandela sólo pudo escapar de la policía gracias a un disfraz de lechero.
El documento es notable por cómo presenta una demanda y compromiso con una Sudáfrica sin distinciones raciales, esto se ha mantenido como la plataforma del CNA. Varios miembros del CNA con puntos de vista africanista disidentes dejaron el grupo después de que se adoptó la Carta y formaron el Congreso Panafricanista. La carta también presenta la demanda por democracia, derechos humanos, reforma agraria, derechos laborales, y la nacionalización. Después de que el Congreso fuera denunciado por traición a la patria, el gobierno sudafricano prohibió el CNA y arrestó a 156 activistas, entre ellos Mandela, que fue encarcelado en 1962. Sin embargo, la carta continuó circulando clandestinamente inspirado a una nueva generación de jóvenes militantes en la década de 1980.
El 11 de febrero de 1990, Mandela fue liberado finalmente y el CNA llegó al poder poco después en mayo de 1994. La nueva "Constitución de Sudáfrica" incluyó en su texto muchas de las demandas que se pedían en la Carta de Libertad. Casi todos los problemas enumerados en materia de igualdad de raza y lengua se consagraron en la constitución, aunque el documento no incluía nada para el efecto de la nacionalización de la industria o la redistribución de la tierra, los cuales se incluyeron específicamente en la carta.